# Miss Italia nel mondo 2002
La dodicesima edizione di Miss Italia nel mondo si è svolta presso le Terme Berzieri di Salsomaggiore Terme il 31 agosto 2002 ed è stata condotta da Carlo Conti. Vincitrice del concorso è risultata essere la colombiana Catalina Inés Acosta.

## Piazzamenti
| Risultato finale           | Concorrente |
| -------------------------- | --- |
| Miss Italia nel mondo 2002 | - Colombia - Catalina Inés Acosta |
| 2ª classificata            | - Svizzera - Monique Von Lanthen |
| Top 8                      | - Marocco - Sandrine Re - Siria - Barbara Khashoun - Regno Unito - Francesca Secondulfo - Brasile - Jacqueline Costa - Paraguay- Lourdes Montanía - Belgio- Agatha Orfanò |

## Concorrenti[2]
01 Argentina - Maria Victoria Giaconi
02 Australia - Adelaide - Patrizia Petrelli
03 Australia - Perth - Marissa Calabrò
04 Belgio - Agatha Orfanò
05 Brasile - Jacqueline Costa
06 Brasile - Rio Grande do Sul - Clarissa Rossetti
07 Canada - Ontario - Christina Alison Smith
08 Canada - Québec - Flavia Gagliarducci
09 Caraibi - Melissa Vitale
10 Cile - Paola Zolezzi
11 Colombia - Catalina Inés Acosta
12 Costa Rica - Monica Lerici Perozzi
13 Croazia - Anna Pastori
14 Danimarca - Arawelo Lo Grasso
15 El Salvador - Claudine Migliorini
16 Eritrea - Miriam Tekle
17 Etiopia - Giovanna Taha
18 Francia - Livia Collins
19 Germania - Francoforte - Vanessa Pallucci
20 Germania - Stoccarda - Daniela Cinzia Polizzi
21 Giamaica - Emelie Forbes
22 Gran Bretagna - Francesca Secondulfo
23 Lussemburgo - Sandra Frisoni
24 Malta - Cristina Mezzapelle
25 Marocco - Sandrine Re
26 Moldavia - Olesea Surovii
27 Principato di Monaco - Marie Grace Borruto
28 Norvegia - Daniela Lucia Bocchetti
29 Paesi Bassi - Katia Nasole
30 Romania - Andra Voinea
31 Siria - Barbara Khashoun
32 Slovenia - Urska Sabec
33 Stati Uniti d'America - Illinois - Erika Trocchio
34 Stati Uniti d'America - Pennsylvania - Bernadetta Folia
35 Sudafrica - Jessica Tondelli Stebbings
36 Svezia - Annarita Marzo
37 Svizzera - Monique Von Lanthen
38 Ucraina - Natalija Zavalna
39 Venezuela - Caracas - Antonietta Pigliacampo Valladares
40 Venezuela - Caracas - Fabiana Garcia Creci
41 Paraguay - Lourdes Montanía